# District d'Umerkot
Le district d'Umerkot (en ourdou : ضِلع عُمَرکوٹ) ou historiquement d'Amarkot (en sindhi : امرڪوٽ) est une subdivision administrative de la province du Sind au Pakistan. Constitué autour de sa capitale Umerkot, le district est entouré par le district de Sanghar au nord, l'Inde et le district de Tharparkar à l'est et au sud, puis le district de Mirpur Khas à l'ouest.
Créé en 1993, le district compte plus d'un million d'habitants en 2023. Près de la moitié d'entre-eux sont hindous, soit de loin la plus importante proportion au sein du Pakistan. Le lieu présente une histoire riche, étant notamment le lieu de naissance d'Akbar et un endroit où musulmans et hindous ont souvent vécu en harmonie. C'est un fief politique du Parti du peuple pakistanais.
Relativement désertique de par sa situation dans le désert du Thar, le district d'Umerkot et les districts l'avoisinants (notamment celui de Tharparkar) font l'objet d'une mise en valeur de leurs ressources minières ces dernières années. Le sous-sol de la région abrite notamment une des plus importantes réserves de charbon au monde, au cœur d'un vaste projet d'infrastructures de production énergétique en partenariat avec des entreprises publiques koweïtiennes et chinoises,.

## Histoire

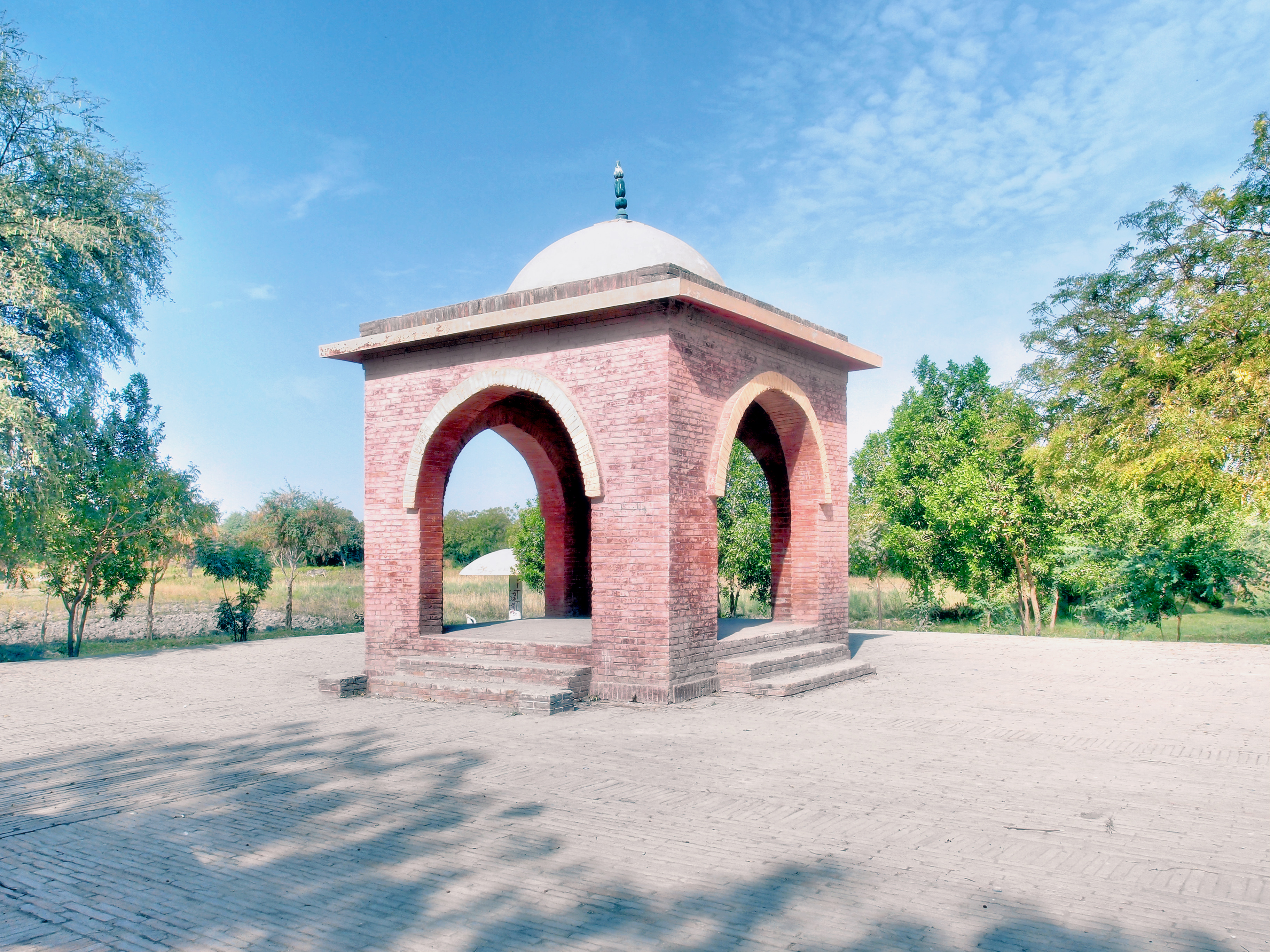
Lieu de naissance d'Akbar.

La région d'Umerkot a été le fief de la dynastie râjpoute des Sodhas d'Amarkot depuis le début du XIIe siècle, qui s'y maintient sous la domination de diverses puissances au cours de l'histoire, notamment le Sultanat de Delhi puis l'Empire moghol. Elle est le lieu de naissance de l'Empereur moghol Akbar en 1542. Celui-ci y naît dans le contexte d'errance de son père, Humâyûn, et de la famille impériale moghole, qui est chassée de l'Inde entre 1539 et 1555 par l'essor de l'empire suri et le renforcement des sultanats et autres royaumes régionaux. Réfugiés un temps au Sind, avant de migrer en Perse séfévide, les moghols se voient offrir l'asile à la cour d'Amarkot par son radjah ou Rana Parshad Sodha,. Au XVIIIe siècle elle passe sous la suzeraineté du Royaume du Marwar ou Jodhpur, qui l'annexe, avant de la céder au Raj britannique en 1858.
Lors de la partition des Indes en 1947, la population du district est partagée entre musulmans et hindous, qui ont habituellement vécu en harmonie à Umerkot. La région est ainsi l'une des rares à échapper aux violences communautaires, et la population hindoue devenue minoritaire dans le nouveau Pakistan est l'une des seules à ne pas se réfugier massivement en Inde. De nos jours, les hindous représentent toujours près de la moitié de la population du district, soit la plus forte proportion de non-musulmans dans tout le pays. Ils sont néanmoins victimes de discriminations et violences.
Pourtant majoritairement habitée par des hindous, la région ne sera pas revendiquée par l'Inde, la population sindhie de confession hindoue n'ayant pas manifestée pour une partition du Sind. Quelques groupuscules formés par des sindhis hindous adhérents ou proches du Parti du Congrès tentèrent néanmoins de mobiliser, sans succès, les décideurs politiques (y compris le Parti du Congrès à l'échelle nationale) pour une attribution du district de Tharparkar (qui comprenait alors Amarkot) et de quelques autres territoires, dans le cadre d'une potentielle partition. De plus, l'actuel district d'Umerkot étant à l'aube des indépendances un jagir (en), un territoire confié par les britanniques à un vassal, le zamindar ou wadara en sindhi, qui est ici le radjah râjpoute (hindou) de la dynastie des Sodhas. Assez influent dans la région, celui-ci avait opté pour demeurer dans le futur Pakistan.
Le district est créé en 1993 en divisant le district de Mirpur Khas, mais il est ensuite supprimé et réintégré dans le district en 2002, avant d'être de nouveau restauré en 2004. Le district et son chef-lieu sont rebaptisés « Umerkot » dans le Pakistan moderne, d'après le roi Umer Sumroo (ou Umar Sumroo), un souverain sindhi musulman de la dynastie des Sumroo (ou Sumra, également un clan râjpoute), en référence à un conte populaire médiéval sindhi, Umar Marvi (en).

## Démographie
Lors du recensement de 1998, la population du district a été évaluée à 664 797 personnes, dont 19 % d'urbains. Le taux d'alphabétisation était de 25 % environ, soit bien moins que les moyennes nationale et provinciale de 44 % et 45 % respectivement. Il se situait à 36 % pour les hommes et 12 pour les femmes, soit un différentiel de 24 points, supérieur aux 20 points de la province.
Le recensement suivant mené en 2017 pointe une population de 1 073 146 habitants, soit une croissance annuelle de 2,6 %, un peu supérieure aux moyennes nationale et provinciale de 2,4 %. Le taux d'urbanisation augmente un peu, à 22 %.
Selon le recensement de 2023, la population atteint 1 159 831 habitants, avec une urbanisation stable. Elle est essentiellement d'ethnie sindie, puisque près de 95,1 % de la population parle le sindhi et 1,8 % le pendjabi. Le taux d'alphabétisation monte à 39 %, bien moins que la moyenne provinciale de 57 %, et se situe à 51 % pour les hommes et 25 % pour les femmes.
Le district est le premier du Pakistan à être devenu majoritairement hindouiste, puisque ceux-ci compte pour près de 54,6 % selon le recensement de 2023. Les musulmans sont presque 44,8 % de la population, tandis qu'on compte une petite minorité chrétienne de 2 702 fidèles.

## Administration

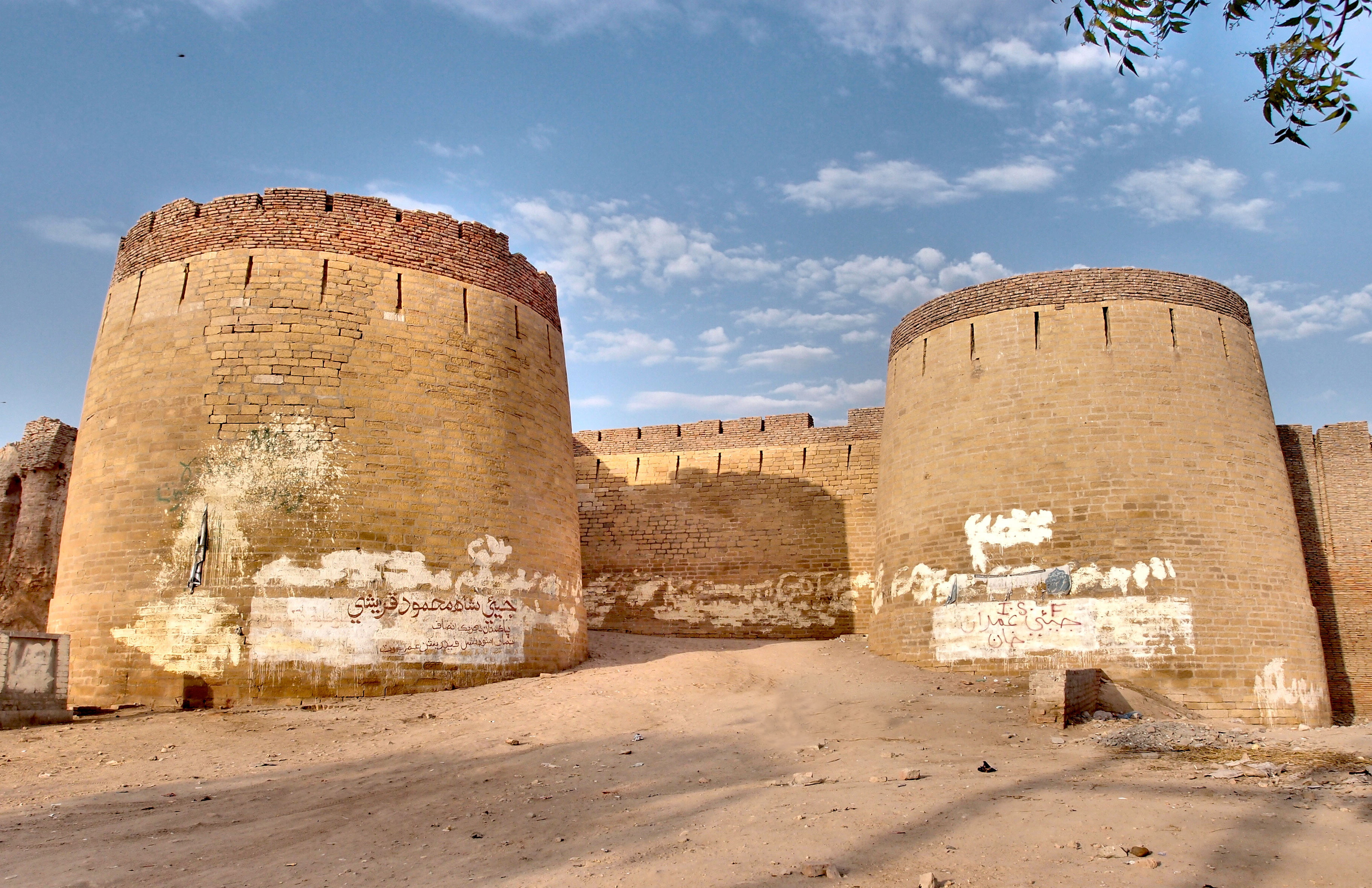
Le fort d'Umerkot.

Le district est divisé en quatre tehsils, Kunri, Pithoro, Samaro et Puran, ainsi que 42 Union Councils.
| Tehsil  | Population (rec. 2023) |
| ------- | ---------------------- |
| Kunri   | 237 063                |
| Pithoro | 130 383                |
| Samaro  | 184 051                |
| Umerkot | 608 334                |

Le district compte huit villes rassemblant un total de 258 859 habitants. La plus importante est de loin la capitale Umerkot, qui rassemble près de 13 % de la population du district et 56 % de sa population urbaine.
| Ville        | Population (rec. 2023) |
| ------------ | ---------------------- |
| Umerkot      | 144 558                |
| Dhoronaro    | 29 507                 |
| Kunri        | 26 609                 |
| Chore Old    | 21 178                 |
| Nabisar Road | 14 074                 |
| Samaro       | 9 607                  |
| Pithoro      | 7 411                  |
| Shadipali    | 5 915                  |

## Politique
De 2002 à 2018, le district est représenté par les trois circonscriptions no 68 à 70 à l'Assemblée provinciale du Sind. Lors des élections législatives de 2008, elles sont toutes remportées des candidats du Parti du peuple pakistanais, et de même durant les élections législatives de 2013. À l'Assemblée nationale, il est représenté par la circonscription no 228. Lors des élections législatives de 2008, elle est remportée par un candidat du Parti du peuple pakistanais, et de même durant les élections législatives de 2013.
Depuis la réforme électorale de 2018, le district est représenté par la circonscription no 220 à l'Assemblée nationale ainsi que les trois circonscriptions no 51 et 53 de l'Assemblée provinciale. Lors des élections législatives de 2018, elles sont de nouveau toutes remportées par des candidats du Parti du peuple pakistanais.
| Parti                                       | Voix (national) | %       | Élus nationaux | Élus provinciaux |
| ------------------------------------------- | --------------- | ------- | -------------- | ---------------- |
| Parti du peuple pakistanais                 | 164 047         | 59,37 % | 1              | 3                |
| Mouvement du Pakistan pour la justice       | 104 859         | 37,94 % | 0              | 0                |
| Ligue musulmane du Pakistan (N)             | 5 104           | 1,84 %  | 0              | 0                |
| Autres partis                               | 1 464           | 0,95 %  | 0              | 0                |
| Indépendants                                | 894             | 1,16 %  | 0              | 0                |
| Total exprimés (participation : 61,96 %)    | 276 368         | 100 %   | 1              | 3                |
| Source : Commission électorale du Pakistan. |                 |         |                |                  |